# Куглер, Бернгард
Бернгард фон Ку́глер (нем. Bernhard von Kugler; 14 июня 1837, Берлин — 7 апреля 1898, Тюбинген) — немецкий историк. Сын историка Франца Куглера, старший брат художника Ганса Куглера.
С 1861 года преподавал в Тюбингенском университете, с 1892 года — декан философского факультета. Специалист, главным образом, по истории крестовых походов, а также истории Вюртемберга. Автор биографии кайзера Вильгельма I. Был возведён в ненаследуемое дворянское сословие в 1886 году.

## Сочинения
- Boemund und Tankred (Тюб., 1862),
- Ulrich, Herzog von Wirtemberg (Штутг., 1865),
- Studien zur Geschichte des zweiten Kreuzzuges (ib., 1866),
- Christoph, Herzog zu Wirtemberg (ib., 1868—[1872),
- Die Jubiläen der Universität Tübingen (Тюб., [1877),
- Geschichte der Kreuzzüge (в Allgemeine Geschichte in Einzeldarstellungen Онкена, Берл. 1880),
- Die Hohenzollern und das deutsche Vaterland (вместе с графом Штильфрид, 1881),
- Albert von Aachen (Штутг., 1885),
- Kaiser Wilhelm und seine Zéit (Мюнх., 1888), с иллюстрациями А. Менцеля и политипажами Э. Кречмера.

Его «История крестовых походов» переведена на русский язык.

## Издания на русском языке
- Куглер Б. История Крестовых походов / Пер. с нем. — СПб.: Изд. Л. Ф. Пантелеева, Тип. М. Меркушева, 1895. — 466 с.: ил.
- Куглер Б. История крестовых походов. — Ростов-на-Дону: Феникс, 1996. — 512 с. — (События, изменившие мир). — ISBN 978-5-85880-035-1.